# 日乌德马穆
日乌德马穆（法語：Giou-de-Mamou，法語發音：[ʒju də mamu]）是法国康塔尔省的一个市镇，位于该省中西部，省会欧里亚克以东，属于欧里亚克区。

## 地理
日乌德马穆（44°55'55"N, 2°30'50"E）面积14.23 平方千米，位于法国奥弗涅-罗讷-阿尔卑斯大区康塔爾省，该省份为法国中南部省份，位于法國中央高原中心，北起科雷兹省、上盧瓦爾省和多姆山省，西接洛特省和科雷兹省，南至阿韦龙省和洛特省，东临上盧瓦爾省和洛泽尔省。
与日乌德马穆接壤的市镇（或旧市镇、城区）包括：塞尔河畔阿尔帕容、欧里亚克、波尔米尼亚克、圣西蒙、韦扎克、约莱。
日乌德马穆的时区为UTC+01:00、UTC+02:00（夏令时）。

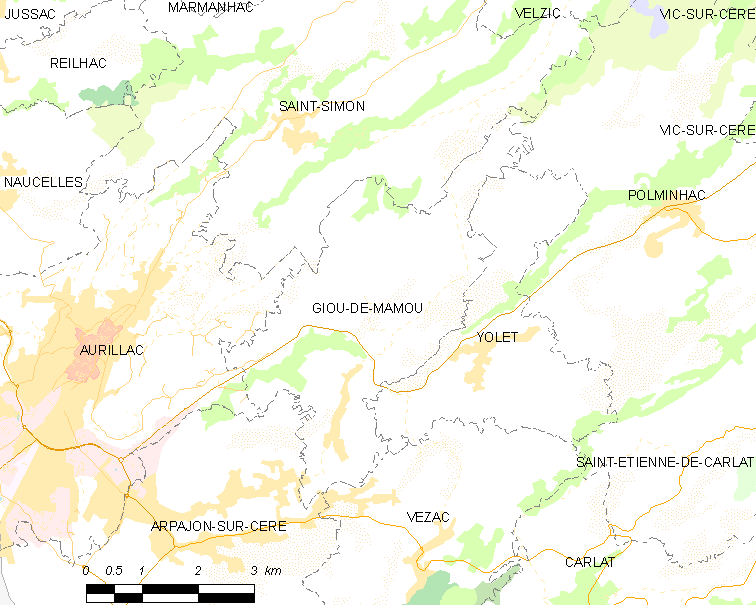
日乌德马穆的OSM定位图

## 行政
日乌德马穆的邮政编码为15130，INSEE市镇编码为15074。

## 政治
日乌德马穆所属的省级选区为塞尔河畔维克县。

## 交通
法国国道N122线和康塔尔省省道D58线在吉乌德马穆镇中心交汇，欧里亚克郊区公交H线经过境内。

## 人口

1962-2008年间日乌德马穆人口变化图示

日乌德马穆于2022年1月1日时的人口数量为736人。